# 天王寺ミオ

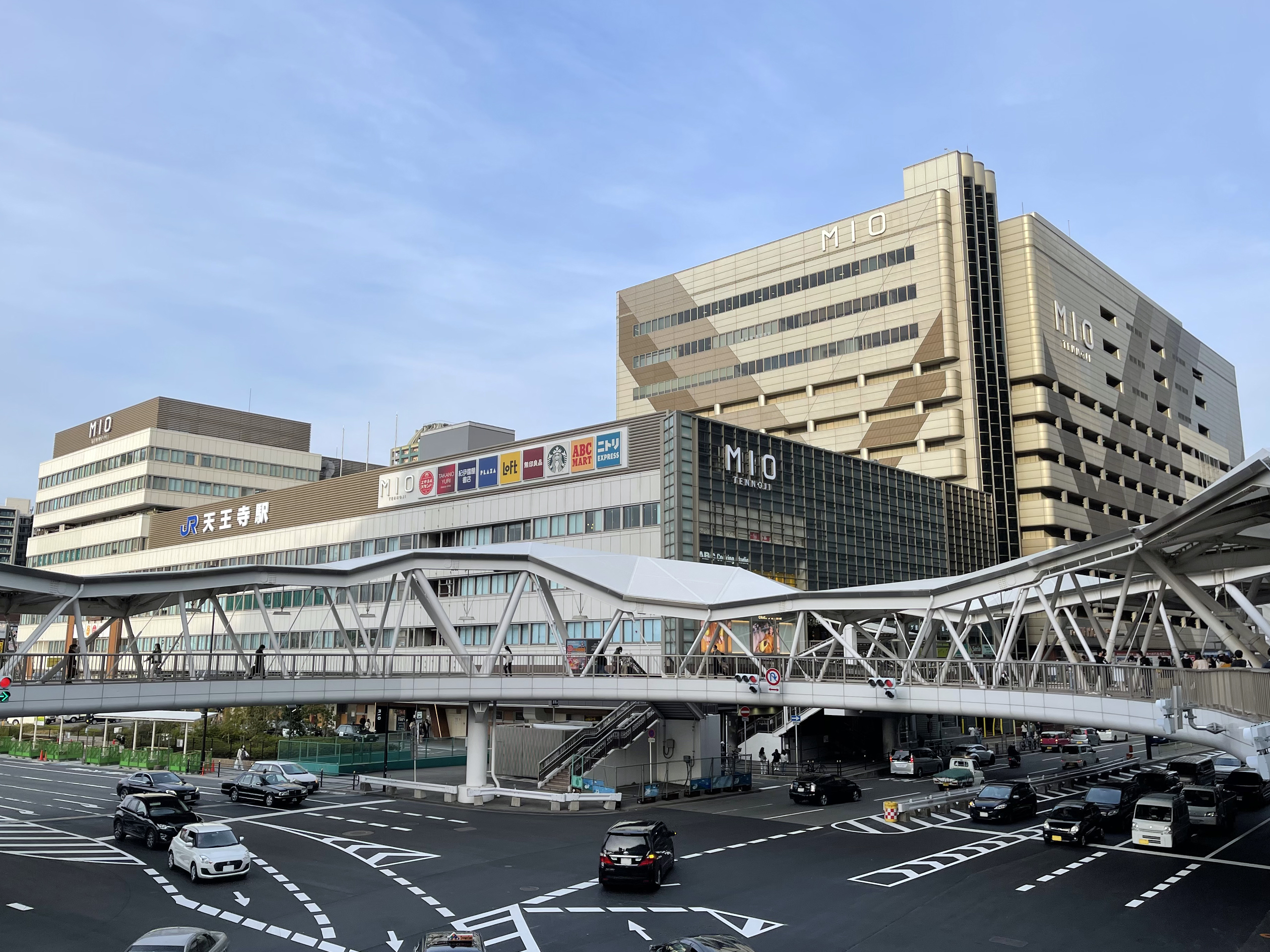
JR天王寺駅ビル「天王寺MIO」（2022年3月）

天王寺ミオ（てんのうじミオ）は、大阪府大阪市天王寺区悲田院町にあるJR天王寺駅の駅ビル。本館およびプラザ館の2棟からなる。
本項目では本館について記述する。プラザ館については「天王寺ミオプラザ館」を参照。

## 概要
西日本旅客鉄道（JR西日本）天王寺駅南側に隣接した駅ビルで、1993年（平成5年）春まで営業をおこなっていた南海天王寺支線天王寺駅の跡地と関西線ホーム上に跨って建設され、1995年（平成7年）9月14日から営業を開始した。
計画当初のビル名は、南海グループ主導のもと（当時南海は第2株主で建設用地も所有）、「てんのうじCITY」の仮称で進められたが、バブル期による工費の高騰から南海が撤退。この関係で経営権がJR西日本グループに移り、「天王寺ミオ」として開業した。運営は天王寺ターミナルビル株式会社。
「ミオ」という愛称はオープン前の公募により決定した。イタリア語の「Mio（私の）」をもととしており、「Mio天王寺（私の天王寺）」となることや、「澪標（みおつくし）」の「みお」にもむすびつくネーミングとなっている。
2011年（平成23年）7月1日に、運営会社の合併により「天王寺ミオ」は天王寺ミオ本館へ改称、同時に、隣接する「ステーションプラザてんのうじ」は天王寺ミオプラザ館に改称した。

## 運営会社
開業当初の運営会社は天王寺ターミナルビル株式会社（出資はJR西日本100%）。かつては南海電気鉄道（35.0%）、三井住友銀行（1.6%）、三菱東京UFJ銀行（0.9%）、りそな銀行（0.9%）も出資していたが、JR西日本は2008年10月に南海電気鉄道保有分を取得（これによりJR西日本96.6%）し、2011年3月には三井住友銀行、三菱東京UFJ銀行、りそな銀行保有分も取得し、完全子会社化（JR西日本100%）した。
2011年7月1日、天王寺ターミナルビル株式会社は「ステーションプラザてんのうじ」を運営する株式会社天王寺ステーションビルディングを吸収合併し、同時に商号を天王寺SC開発株式会社に変更した。
2019年7月1日、天王寺SC開発株式会社は、ルクア大阪を運営するJR西日本SC開発株式会社に合併された。

## 沿革
- 1985年（昭和60年）
  - 1月 - 国鉄と南海電鉄との間で商業施設の一体開発に合意。
  - 3月 - 国鉄に対し運輸大臣認可（新会社への出資、用地貸付）。
  - 4月 - 天王寺ターミナルビル株式会社設立。
- 1993年（平成5年）4月 - 南海天王寺支線が廃止。
- 1995年（平成7年）9月14日 - 「天王寺ミオ」として開業[1]。
- 2011年（平成23年）3月22日 - JR西日本は、「天王寺ミオ」を運営する天王寺ターミナルビルと「ステーションプラザてんのうじ」を運営する天王寺ステーションビルディングが2011年7月1日に合併（天王寺ターミナルビルが存続会社）し、「天王寺SC開発」を発足させると発表。これに伴い、天王寺ミオは「天王寺ミオ本館」に、ステーションプラザてんのうじは「天王寺ミオプラザ館」へ名称変更すると発表[3]。
- 2011年（平成23年）7月1日 - 発表どおり「天王寺ミオ」から「天王寺ミオ本館」へ名称変更。

## 構造
JR西日本天王寺駅とは1階中央コンコースと東口コンコースで直結。Osaka Metro御堂筋線天王寺駅からは地下2階の東改札を出てエスカレータで1階に上がることになる。プラザ館とは2階にある連絡通路で、あべのハルカス近鉄本店・近鉄南大阪線大阪阿部野橋駅とは連絡通路の先の阿倍野歩道橋で連絡している。
高さ59.9mの鉄骨造地上12階・地下2階建てビルで、延床面積は59,260m2、店舗面積は39,000m2、店舗数は約350。約1階から7階までは主にファッション・雑貨、8階・9階は音楽（新星堂、山野楽器ロックイン）やスポーツ（モンベル）、10・11階はレストラン（ミオレス10、ミオレス11）のフロア構成となっている。12階は展覧会を開くこともできるMIOホール。3階には郵便局がある。通常の開店時間は午前11時である。
駐車場ビルを併設（駐車場ビル内にもレストラン等のテナントが入居）している。

## 主なテナント
- 新星堂
- 山野楽器ロックイン
- 無印良品
- PLAZA
- Francfrancfranc
- 靴下屋
- ABCマート
- ザ・スーパースーツストア
- モンベル
- 紀伊國屋書店
- 千鳥屋
- 甘党まえだ
- ぼてぢゅう
- スイーツパラダイス
- スマホ修理王 天王寺ミオ店

### 過去に出店していたテナント
- NOVA
- スポーツタカハシ
- マクドナルド
- ステーショナリー三省堂
- 旭屋書店